# Leandro Cardoso
Leandro Fernandes Cardoso (sinh ngày 11 tháng 5 năm 1999) là một cầu thủ bóng đá người Bồ Đào Nha thi đấu cho Associação Académica de Coimbra – O.A.F. ở vị trí tiền đạo.

## Sự nghiệp câu lạc bộ
Vào ngày 12 tháng 1 năm 2017, Cardoso có màn ra mắt cho Académica trong trận đấu tại LigaPro 2016–17 tđ trước Olhanense.